# Parothria ecuadorina
Parothria ecuadorina är en fjärilsart som beskrevs av John Obadiah Westwood 1877. Parothria ecuadorina ingår i släktet Parothria och familjen nattflyn. Inga underarter finns listade i Catalogue of Life.